# Arabic (navire de 1881)
Pour les articles homonymes, voir Arabic.
L'Arabic est un paquebot-mixte britannique de la White Star Line mis en service en 1881. Commandé aux chantiers Harland & Wolff de Belfast sous le nom d'Asiatic avant de prendre son nom définitif, il est le tout premier navire de la compagnie à avoir une coque en acier plutôt qu'en fer. À l'origine construit comme un cargo pouvant transporter du bétail et des marchandises, il dispose d'installations modulables permettant de transporter des émigrants à la place de la cargaison, et quelques passagers plus fortunés.
Après une traversée inaugurale sur la ligne de Liverpool à New York et quelques traversées transatlantiques, l'Arabic est envoyé sur le Pacifique afin d'assurer un service entre San Francisco, Yokohama et Hong Kong pour le compte de l'Occidental and Oriental Steamship Company avec qui la White Star a des accords. Il sert sur cet itinéraire jusqu'en 1890, à l'exception d'une pause en 1887, durant laquelle il retourne au Royaume-Uni subir une refonte, et effectue quelques traversées transatlantiques.
En 1890, le navire étant désormais inutile sur le Pacifique, la White Star le vend à la Holland America Line qui le renomme Spaarndam et l'exploite sur la ligne de Rotterdam à New York. Cette nouvelle carrière se poursuit sans incident jusqu'en 1901, date à laquelle le navire est vendu à des démolisseurs. Deux ans plus tard, la White Star prend possession d'un nouvel Arabic.

## Histoire

### Conception et construction
En 1874, les fondateurs de l'Occidental and Oriental Steamship Company, nouvelle compagnie maritime cherchant à s'imposer sur l'océan Pacifique, contactent le président de la White Star Line, Thomas Henry Ismay, pour lui demander de l'aide dans leur entreprise. Cette aide se concrétise l'année suivante lorsqu'Ismay prête trois navires à l'O&O, l'Oceanic, le Belgic et le Gaelic. La combinaison se révèle efficace, ce qui pousse Ismay à passer commande pour de nouveaux navires destinés à cet affrètement, l'Asiatic et le Coptic.
Le premier des deux jumeaux est donc mis en construction dans les chantiers Harland & Wolff de Belfast, partenaires exclusifs de la White Star, sous le nom d'Asiatic : un autre paquebot-mixte brièvement possédé par la compagnie a déjà porté ce nom entre 1871 et 1873. C'est au cours de la construction que le nom est finalement changé en Arabic. Du point de vue technique, les deux nouveaux navires sont proches des paquebots de classe Oceanic (plus précisément des deux derniers de la classe, l'Adriatic et le Celtic). Contrairement à eux, cependant, ils ont des coques en acier et non en fer : l'Arabic est le premier navire de la compagnie à bénéficier de cette nouvelle technologie.
Construit afin de pouvoir transporter alternativement des émigrants, du bétail, ou des marchandises, l'Arabic est lancé le 30 avril 1881 et terminé dans les mois qui suivent.

### Une carrière sous de multiples pavillons

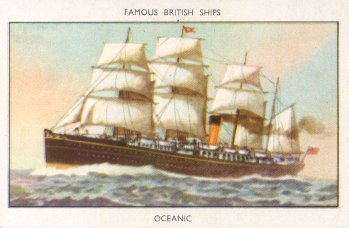
Comme l'Arabic, l'Oceanic est un paquebot de la White Star Line affrété par l'Occidental and Oriental Steamship Company.

Si, dès le départ, la White Star comptait faire affréter l'Arabic sur la route du Pacifique, elle choisit finalement de lui faire effectuer quelques traversées transatlantiques pour son propre compte. C'est ainsi que le navire commence son voyage inaugural à Liverpool pour New York le 10 septembre 1881, puis fait deux autres rotations sur cette ligne afin de terminer la saison. Le dernier de ses voyages est troublé par une collision avec le vapeur Plove sur la Mersey, l'étendue des dégâts étant inconnue. Terminé quelques mois après son jumeau, le Coptic entre pour sa part en service en novembre, et suit dans un premier temps le même parcours.
Après cette entrée en matière, les deux sister-ships partent pour le Pacifique via le canal de Suez et atteignent Hong Kong au début de 1882.  L'Arabic effectue ensuite un trajet régulier entre Hong Kong, San Francisco et Yokohama pour le compte de l'Occidental and Oriental Steamship Company. Le navire arbore à la fois le pavillon de son affréteur et celui de son armateur ; les équipages sont chinois, mais les officiers sont fournis par la White Star. Dès l'année suivante, l'O&O dispose de trop de navires sur place : le Gaelic et le Belgic sont vendus. Le Coptic se révèle également inutile et est remis à la disposition de la White Star, tandis que l'Arabic continue à servir sur le Pacifique avec l'Oceanic.
À l'exception de la perte d'une hélice en 1884, cette période est sans incidents. En 1886, l'Arabic retourne au Royaume-Uni puis effectue, toujours affrété par l'O&O, une traversée depuis Liverpool jusqu'à Melbourne en passant par Le Cap. Le contrat d'affrètement étant terminé en 1887, le navire retourne aux chantiers Harland & Wolff où des installations pour 50 passagers de deuxième classe (aussi nommée à l'époque « classe intermédiaire ») sont ajoutées. Le 30 mars, l'Arabic est placé sur la route reliant Londres à New York via Queenstown, avant de retourner sur la ligne plus traditionnelle entre Liverpool et New York, à partir du 12 mai. Il y reste jusqu'à une dernière traversée sur cet itinéraire, le 18 avril 1888.
Une nouvelle fois, il est alors envoyé servir l'O&O sur la ligne du Pacifique, et s'acquitte de sa tâche jusqu'en février 1890 : il est alors inutile aux deux compagnies. Il est alors vendu pour 65 000 livres à la Holland America Line. Ce cas n'est pas isolé puisque, les deux années précédentes, la compagnie néerlandaise a racheté à la White Star le Baltic et le Republic. Renommé Spaarndam, il prend les couleurs de sa nouvelle compagnie et navigue sur la ligne de Rotterdam à New York ) partir du 29 mars 1890. Sa carrière sous ce nouveau pavillon est peu connue. Il effectue son ultime traversée le 7 février 1901. Plus tard la même année, il est vendu aux démolisseur Thomas Ward de Preston.

## Caractéristiques

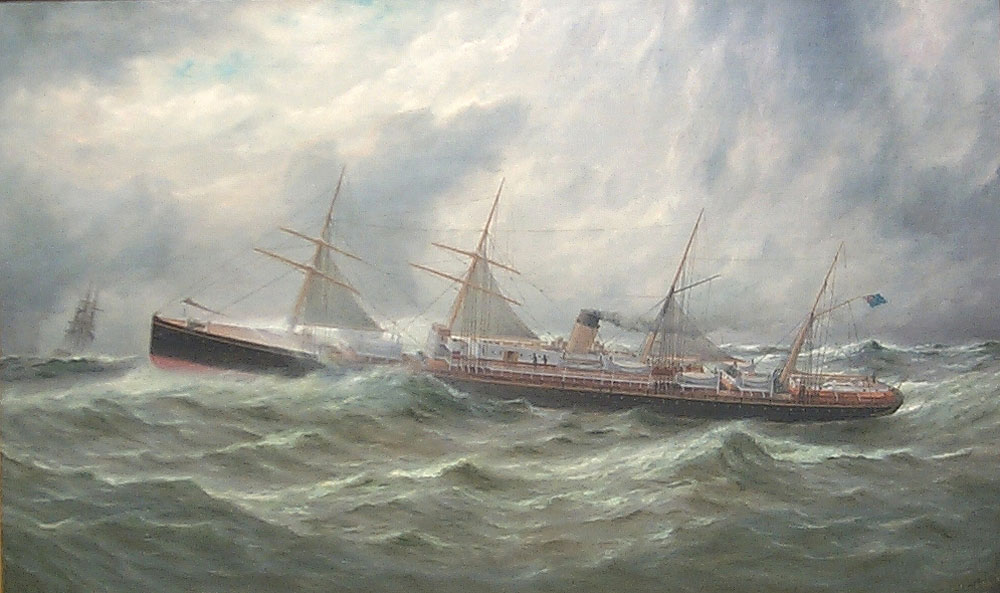
Les formes de l'Arabic sont inspirées de celles de l'Adriatic de 1872.

L'Arabic affiche des dimensions proches de celles de l'Adriatic et du Celtic, dont il reprend la forme effilée et le profil, avec une cheminée et quatre mâts pourvus de voiles (les voiles des trois mâts arrière sont retirées au cours de la carrière du navire). Le navire est propulsé à la vapeur par deux machines alternatives compound alimentant une hélice, pouvant faire atteindre au navire une vitesse moyenne théorique de 14 nœuds. Dans la pratique, cependant, sa vitesse moyenne se rapproche plutôt de 13 nœuds. Le paquebot se distingue surtout par sa coque en acier, première construite pour la White Star Line. Loin d'être anodin, ce changement lui donne une structure plus solide, qui nécessite moins de renforcements, ce qui permet un gain d'espace conséquent.
S'il est à l'origine conçu comme un cargo, l'Arabic peut transporter 900 passagers d'entrepont et 75 de première classe (50 places de deuxième classe étant ajoutées en 1887). Il peut également transporter, à la place des émigrants, des marchandises ou du bétail selon les besoins de la compagnie. Les passagers d'entrepont sont séparés, hommes à l'avant, femmes à l'arrière et familles au milieu, et disposent également d'un salon et d'espaces de promenade. La première classe propose des cabines plus somptueusement décorés, une salle à manger, d'un salon pour dames, d'un fumoir, et de quatre salles de bains.
Le navire est intégralement éclairé à l'électricité, et des dispositifs sont prévus pour maîtriser les incendies. Sa coque est divisée en huit compartiments étanches afin de lui permettre de résister aux collisions. Deux radeaux de sauvetage prêts à l'emploi et huit canots de sauvetage sont prévus pour évacuer les passagers.